# Великий квадрат

Великий квадрат — астеризм північної півкулі небесної сфери, розташований на 20° північніше за небесний екватор. Являє собою квадрат із чотирьох яскравих зір: Альфераз (α Андромеди), Шеат (β Пегаса), Альгеніб (γ Пегаса) та Маркаб (α Пегаса). Цей астеризм можна використовувати як орієнтир, щоб знайти інші об'єкти на небі. Найкраще спостерігати за ним увечері восени (наприкінці жовтня).
Іноді Великий квадрат називають Великим квадратом Пегаса, оскільки раніше зоря Альфераз належала до сузір'я Пегас.